# Xã LaGrange, Quận Lorain, Ohio
Xã LaGrange (tiếng Anh: LaGrange Township) là một xã thuộc quận Lorain, tiểu bang Ohio, Hoa Kỳ. Năm 2010, dân số của xã này là 6.164 người.